# Alfredo Jaar
Alfredo Jaar (Santiago, 5 de febrero de 1956) es un artista visual chileno radicado en Nueva York, famoso principalmente por sus instalaciones en las que combina elementos de la fotografía, la arquitectura y el teatro. Obtuvo el Premio Nacional de Artes Plásticas de Chile en 2013 y el Premio Konex Mercosur en 2022.

## Biografía
Nacido en una familia de origen palestino, Jaar estudió dirección de cine en el Instituto Chileno Norteamericano de Cultura en 1979, y arquitectura en la Universidad de Chile, hasta 1981. En este período comienza su producción plástica y se hace conocido en el circuito artístico chileno con obras como Estudios sobre la felicidad (1979-1981).
Jaar no formaba parte de la élite artística de Chile, que lideraban los artistas de la Escena de Avanzada. Según sus propias palabras, Estudios sobre la felicidad fue una obra rechazada en el medio artístico. Este rechazo de sus colegas lo impulsó a dejar el país; en 1982 ganó la Beca Fundación del Pacífico y pudo partir a Nueva York, "donde comenzó a desarrollar una sólida y reconocida trayectoria internacional".
Alcanzó fama mundial al exponer en la Bienal de Venecia de 1986 Gold in the Morning, una serie de fotografías que había tomado el año anterior en una visita a una mina de oro de gran profundidad en Serra Pelada, Brasil. La extrema dureza del trabajo muestra el abismo existente entre el mundo subdesarrollado y las economías emergentes.
Sin embargo, su producción más famosa es la serie de obras agrupadas en el Proyecto Ruanda (1994-2000), que reflexionan sobre el genocidio ocurrido en ese país de África central en 1994 y las implicaciones que tiene un desastre como éste en el campo de la representación.
Una de sus obras más conocidas es El lamento de las imágenes, instalación con la que participa de la documenta 11, consistente en un oscuro pasillo en donde instala al principio tres textos alusivos al tema de la administración de las imágenes, y al final del pasillo una sala con una pantalla que emite una luz blanca.
Su arte de crítica ha sido expuesto en una gran cantidad de museos, entre ellos el Moderna Museet de Estocolmo (1994), el New Museum of Contemporary Art de Nueva York (1992), el Museum of Contemporary Art de Chicago (1992) o la Sala de Arte de la Fundación Telefónica en Santiago de Chile (2006), entre muchos otros.
Además, es reconocido por intervenir el espacio público: ha creado más de 60 intervenciones públicas en grandes ciudades alrededor del mundo. Así, en Luces en la ciudad (1999), obra montada en Montreal, conectaba unos 100 000 watts de luces rojas instaladas en la cúpula de un edificio visible desde buena parte de esa urbe canadiense a un interruptor instalado en varios albergues para sin-casas, donde cada persona que entraba y accionaba el interruptor encendía las luces por algunos segundos. Otra obra de estas características es The Skoghall Konsthall (2000) en la ciudad de Skoghall, en la provincia sueca de Värmland; allí construyó un museo de papel e invitó a jóvenes artistas locales a exponer para, 24 horas después de inaugurada la muestra, incendiar el museo.
Radicado en Nueva York, tiene un taller en el barrio de Chelsea, Manhattan, famoso por sus galerías de arte contemporáneo y estudios de artistas.
Es padre del DJ Nicolas Jaar. 
En 2025 recibió la prestigiosa Medalla Edward MacDowell que desde 1960 distingue a creadores, escritores y pensadores por su contribución excepcional a la cultura estadounidense.

## Pensamiento
Jaar ha señalado numerosas veces que es seguidor de Antonio Gramsci, especialmente a su interpretación de la cultura. Siguiendo esa línea, señala que al hacer una fotografía, se está haciendo un acto político, ya que se presenta una visión de mundo.
Se define a sí mismo como un artista que se ubica en las antípodas del poder económico y político, en una posición de resistencia.

## Premios y reconocimientos
- Beca Fundación del Pacífico (1982)
- Beca Guggenheim (1985)
- Beca MacArthur (2000)
- Premio Extremadura a la Creación (2006)
- Premio Nacional de Artes Plásticas (2013)
- Doctor honoris causa de la Universidad de Talca (2019)
- Doctor honoris causa de la Universidad de Chile (2021)